# 2345加速瀏覽器

在Windows 7上运行的2345加速浏览器8.7版访问维基百科上的“维基百科”条目的截图

2345王牌瀏覽器是由上海二三四五網路科技股份有限公司所開發的瀏覽器。使用IE內核，並結合2345網址導航。二三四五公司于2005年9月创立，其经营范围为互联网应用和软件开发。2345网址导航于该公司创立的同时开始创建，并将该网站定位为“网民首选的上网入口”。
2014年1月16日，上海二三四五网络科技股份有限公司被海隆软件收购，成为其子公司。海隆软件自此开始涉足互联网行业。2015年3月13日，海隆软件将其在深交所的证券名称更改为“二三四五”。

## 版本
- 2011~2016中旬-2345王牌瀏覽器[4]
- 2016後-2345加速瀏覽器[5]

## 合作簽約夥伴
百度、谷歌、新浪网、淘宝网、腾讯网、京东、搜狐、优酷、大众点评、美团网、携程。

## 恶意软件争议
有媒体将2345网址导航與Webssearch、hao123等並列惡意軟體。通常隨其他附屬程式下載到使用者的電腦上，並且惡意執行搜尋反導向。使用者常會看見許多網址掛名在蒐尋頁面上，通常內藏高危險網頁病毒，建議處理方式為重灌或解除安裝並改用其他瀏覽器。另外9991網址導航為旗下姊妹計畫。

## 外部連結
- 二三四五官网（页面存档备份，存于）